# Jatiranggon
Jatiranggon is een bestuurslaag in het regentschap Kota Bekasi van de provincie West-Java, Indonesië. Jatiranggon telt 25.283 inwoners (volkstelling 2010).